# Amtsbezirk Mödling
Der Amtsbezirk Mödling war um die Mitte des 19. Jahrhunderts eine Verwaltungseinheit im Viertel unter dem Wienerwald in Niederösterreich.
Der Amtsbezirk war der Kreisbehörde in Wiener Neustadt unterstellt und besorgte deren Amtsgeschäfte vor Ort. Die Zuständigkeit erstreckte sich neben Mödling auf die damaligen Gemeinden Biedermannsdorf, Brunn am Gebirge, Gaden, Gießhübel, Grub, Gumpoldskirchen, Guntramsdorf, Hinterbrühl, Inzersdorf, Kaltenleutgeben, Laxenburg, Maria Enzersdorf, Neudorf, Perchtoldsdorf, Rodaun, Siebenhirten, Sittendorf, Sparbach, Sulz, Vorderbrühl, Vösendorf und Weissenbach.
Der Amtsbezirk umfasste dabei 23 Gemeinden mit 24.390 Einwohnern (lt. Zählung von 1851).